# Austrelatus loloki
Austrelatus loloki (лат.) — вид жуков-плавунцов рода Austrelatus из подсемейства Copelatinae (Dytiscidae). Новая Гвинея. Видовое название A. loloki происходит от места обнаружения (Loloki River).

## Распространение
Встречается в Папуа — Новой Гвинее на острове Новая Гвинея (Национальный столичный округ: примерно в 16 км севернее Порт-Морсби, Loloki River).

## Описание
Мелкие жуки-плавунцы, длина около 5 мм. Представителей можно отличить от близких видов по следующей комбинации признаков:
пронотум темно-коричневый на диске и красноватый по бокам, надкрылья темно-коричневые, бледнее в базальной части, со слабым желтоватым плечевым пятном, желтые на вершине и узко латерально более чем в 1/2 вершины. Срединная доля гениталий имеет левую долю дорсального склерита апикально толстую, вентральный склерит не виден на левом боковом виде. Голова темно-коричневая. Щитик красновато-коричневый. Антенны, другие придатки головы и ноги желтовато-коричневые, более темные дистально. Брюшная сторона коричневая. Надкрылья с бороздками (формула бороздок 11+1).